# Gunzenhäuser Kreis

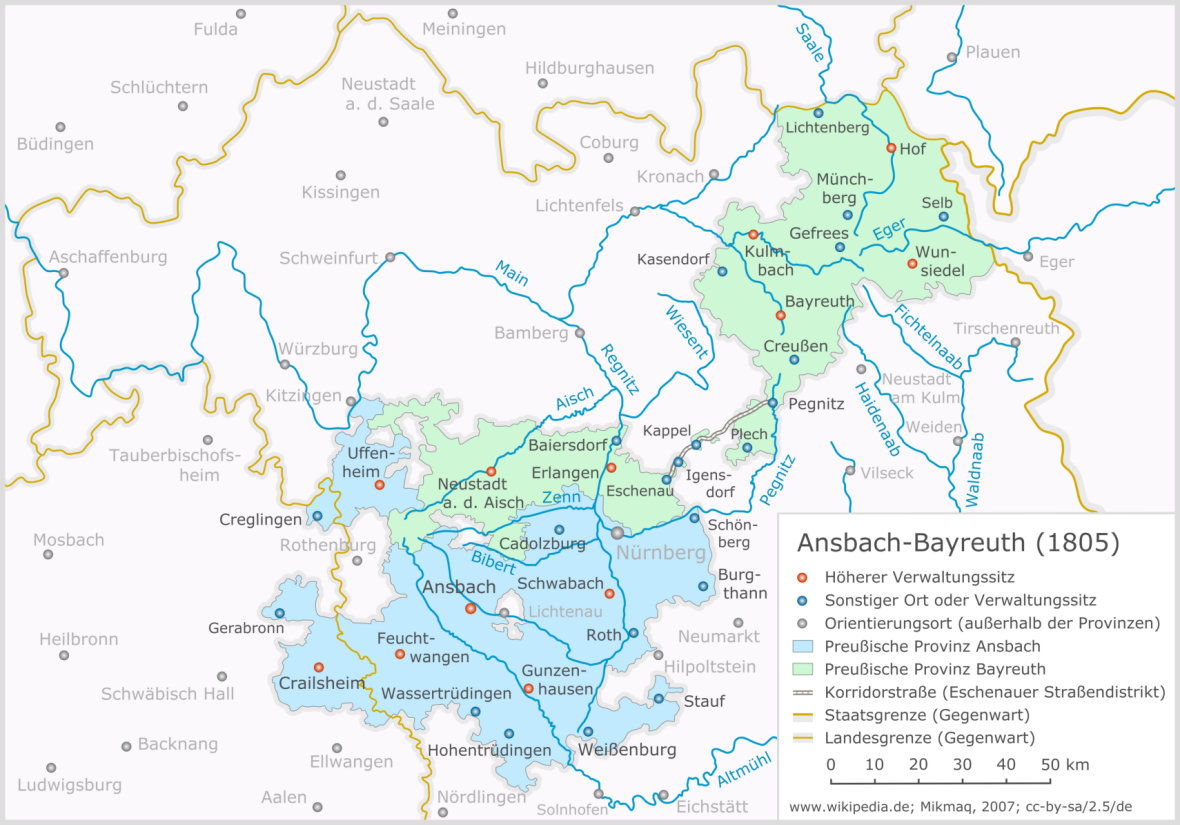
Ansbach-Bayreuth (nach territorialer Neuorganisation) im Jahr 1805

Der Gunzenhäuser Kreis war einer von sechs Landkreisen im preußischen Fürstentum Ansbach. Sein Sitz Gunzenhausen ist  heute eine Stadt im mittelfränkischen Landkreis Weißenburg-Gunzenhausen. Der Landkreis bestand zwischen 1795 und 1806. Die Kreisbehörde hatte die Bezeichnung Kreisdirektorium. Der Gunzenhäuser Kreis ist nicht flächendeckend mit dem ebenfalls ehemaligen Landkreis Gunzenhausen.

## Geschichte

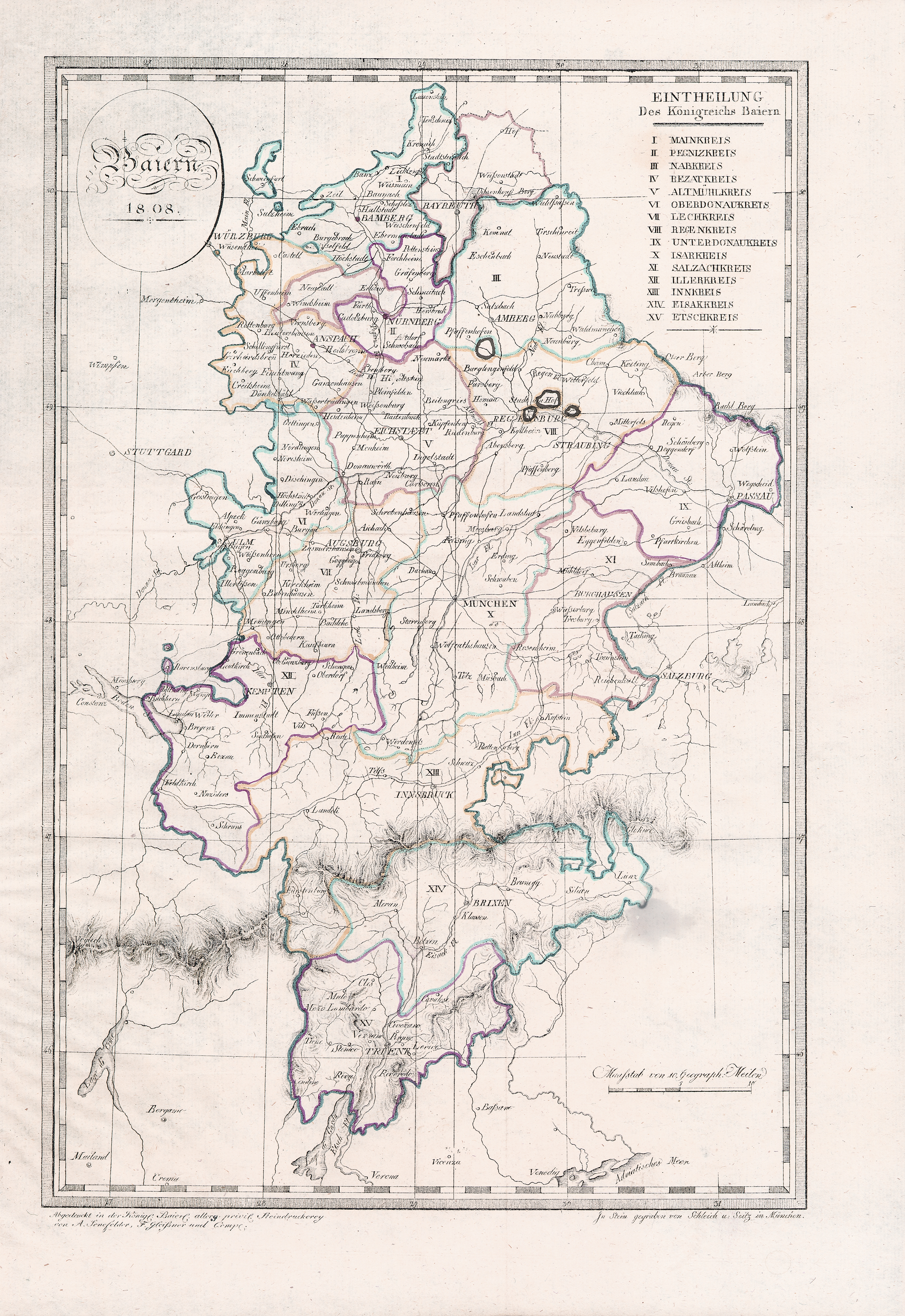
Bayerns Einteilung in Kreise im Jahr 1808

Zur Bildung des preußischen Verwaltungsgebietes Ansbach-Bayreuth kam es 1792, nachdem mit Karl Alexander der kinderlos gebliebene letzte Markgraf von Brandenburg-Ansbach, auch Fürstentum Ansbach genannt, der seit 1769 in Personalunion zudem das Fürstentum Bayreuth regierte, im Dezember 1791 gegen eine  Leibrente von jährlich 300.000 Gulden auf seine Herrschaft verzichtet hatte und seine Fürstentümer an das Königreich Preußen abgetreten hatte. 
Am 3. Juli 1795 erließ der preußische König Friedrich Wilhelm II. das „Kgl. preußische Patent wegen Organisation der Landeskollegien und Verbesserung des Justizwesens in den Fränkischen Fürstentümern Ansbach und Bayreuth“. Dabei wurde der Gunzenhäuser Kreis gebildet. Gleichzeitig wurde die Gewaltenteilung durch die Trennung von Verwaltung und Justiz eingeführt.
Mit Patent des preußischen Königs vom 19. November 1795 und der Instruktion für sämtliche Stadtgerichte, Justizämter und Patrimonialgerichte des Fürstenthums Ansbach vom 11. Juni 1797 wurden die Regelungen konkretisiert und die Justizämter eingerichtet. Im Gunzenhäuser Kreis gab es dann die Justizämter Gunzenhausen, Roth und Stauf sowie das Stadtgericht Gunzenhausen und die Kammerämter Gunzenhausen, Roth und Stauf. 1803 kamen die eichstättischen Pflegämter Abenberg, Pleinfeld-Sandsee und Wernfels-Spalt hinzu.
Am 15. Dezember 1805 fiel das Fürstentum Ansbach im Tausch gegen das Kurfürstentum Hannover an Frankreich und ging 1806 an das Königreich Bayern über. Bayern führte eine neue Verwaltungsgliederung ein. Aus dem Gunzenhäuser Kreis wurden die als „Landgericht“ bezeichneten Kreise gebildet, die alle zum neugebildeten Rezatkreis (aus dem später Mittelfranken wurde) des Königreich Bayerns gehörten.

## Orte des Gunzenhäuser Kreises

### Justiz- und Kammeramt Gunzenhausen
Der Bezirk des Justiz- und Kammeramtes Gunzenhausen ist weitestgehend identisch mit dem des ansbachischen Oberamtes Gunzenhausen. 1801 umfasste er 150 Orte:
- Absperg
- Aha
- Aichenberg
- Allesheim
- Altenmuhr
- Auf der Au
- Benzenmühle
- Benenmühle
- Bettelmühle
- Beutelmühle
- Birkenmühle
- Blassenhof
- Brand
- Breimühle
- Brombach
- Bubenheim
- Büchelberg
- Bürkenhof
- Cronheim
- Dannhaussen
- Demetshof
- Dornhausen
- Dorschbronn
- Ellingen
- Enderndorf
- Ettersfeld
- Filchenhard
- Flüglingen
- Frickenfelden
- Furthmühle
- Galgenmühle
- Geiselsberg
- Geislohe
- Gräfensteinberg
- Gräfenmühle
- Griesbühl oder Griesbuck
- Griesmühle
- Gundelshalm
- Gundelsheim
- Gundersbach
- Gunzenhausen
- Gunzenmühle
- Habermühle
- Hagenbuch
- Hattenhof
- Haundorf
- Heiligenblut
- Hessenmühle
- Hettingen
- Hinterhöheberg
- Höfen
- Höheberg bey Mörsach
- Hohemühle
- Holzingen
- Hürlbach
- Igelsbach
- Kaltensteinberg
- Kattenhochstatt
- Kehl
- Keilberg
- Kellerhaus bey Muhr
- Langlau
- Langweidenmühl
- Laubenzedel
- Lauterbronnenmühle
- Lehnwiesenmühle
- Leidingersdorf
- Lengenfeld
- Lettemühle
- Lindenbühl
- Lindenmühle
- Maicha
- Mazenbach
- Mazenhof
- Moskorb
- Müsenhof
- Nesselmühle
- Neuenmuhr
- Neuherberg und Hammermühle
- Neumühle
- Niederhofen
- Obenbronn
- Obendorf
- Oberaspach
- Obererlbach
- Oberhambach
- Oberhochstadt
- Oberwurmbach
- Oeffeleinsmühle
- Ottmanns- und Marlesberg
- Ott- oder Oppmannsfelden
- Pflaumfeld
- Pfofeld
- Ramsberg
- Regelsberg
- Rehebühl
- Reutberg
- Rieden
- Röthof
- Sausenhofen
- Schaafhof bey Absperg
- Scheermühle
- Scherchnershof
- Schriknershof
- Schlungenhof
- Schmalwiesen
- Schmarren- oder Fuchsmühle
- Schnackenmühle
- Schöllhof
- Schweina
- Seegmühle
- Seitersdorf
- Siebenbronnenmühle
- Sorghof
- Spagenhof bey Absperg
- Stadeln
- Steinacker
- Steinbühl
- Stetten
- Stixenhof
- Stockheim
- Stopfenheim
- Störzelbach
- Streitdorf
- Sünderlach
- Theilenhofen
- Tiefelbach
- Trommetsheim
- Unteraspach
- Unterhambach
- Unterhambachermühle
- Unterwurmbach
- Veit, St.
- Veitserlbach
- Vorderhöheberg
- Wachenhofen
- Wachstein
- Walckmühle
- Wald
- Walkertshof
- Wehlenbergen
- Weiboldshausen
- Weimersheim
- Wolkerszell
- Weisenburg
- Wülzburg
- Zehenhof und Mühle
- Ziegelhütte bey Absberg
- Ziegelhütte bey Ellingen
- Zollmühle

### Justiz- und Kammeramt Roth
Der Bezirk des Justiz- und Kammeramtes Roth ist weitestgehend identisch mit dem des ansbachischen Oberamtes Roth. 1801 umfasste er 53 Orte:
- Altenfelden (z. T.)
- Aurau
- Barnsdorf
- Belmbrach
- Bernlohe
- Birkach
- Brückleinsmühle
- Brunau
- Cronhof
- Cronmühle
- Eckersmühle
- Eichelberg
- Engelhof
- Fesselberg
- Fischhof
- Friedrichsgmünd
- Georgensgmünd
- Guckenmühle
- Haimpfarrich
- Hämmerleinsmühle
- Hammermühle
- Harlach
- Hasenbruck
- Hauslach
- Hofstetten
- Kauernhofen
- Kiliansdorf
- Kleehof
- Leonhardsmühle
- Mäbenberg
- Mauck
- Meckenlohe
- Oberbreitenlohe
- Oberhammer
- Oberheckenhofen
- Oberpappiermühle
- Obersteinbach
- Petersgmünd
- Pfaffenhoffen
- Pruppach
- Rittersbach
- Roth
- Rothaurach
- Unterhammer
- Unterhöckenhofen
- Untersteinbach auf der Haide
- Untersteinbach bey Rittersbach
- Wagnersmühle
- Wallisau
- Weiher- oder Hämmerleinsmühle
- Weimannshof
- Wörnsbach
- Zwifelhof

### Justiz- und Kammeramt Stauf
Der Bezirk des Justiz- und Kammeramtes Stauf ist weitestgehend identisch mit dem des ansbachischen Oberamtes Stauf. 1801 umfasste er 57 Orte:
- Alpershausen
- Appenstettenhof
- Aue
- Auhof
- Bergen
- Burck
- Burgslach
- Byburg
- Cappelhof
- Dornhausen
- Eckmannshofen
- Eisölden
- Enhofen
- Ettenstatt
- Feinschluk
- Gebersdorf
- Geiern
- Göllersreuth
- Gutzermühle
- Hagenich
- Hundsdorf
- Hundszell
- Indernbuch
- Kaltenbuch
- Kaps- oder Kopsmühle
- Kezelmühle
- Kleinhöbing
- Kohl- oder Kolbenmühle
- Krügelmühle
- Landersdorf
- Mittelmühle
- Nennslingen
- Neumühle
- Niedermessingen (z. T.)
- Ofenbau
- Panzermühle
- Praunfeld
- Pyras
- Reichersdorf
- Reinwazhofen
- Reuth
- Rohrbach
- Rohrbachermühle
- Ruppmannsburg
- Schwabenmühle
- Schwimbach
- Stauf
- Steinel
- Steinmühle
- Stetten
- Syburg
- Thalmannsfeld
- Thalmessing
- Waizenhofen
- Wengen
- Wöllmezhofen
- Wolfsmühle